# NXT UK Tag Team Championship
O NXT UK Tag Team Championship (em português Campeonato de Duplas do NXT UK) foi um título de luta livre profissional pertencente a WWE, que foi disputado exclusivamente na divisão de equipes do território britânico de desenvolvimento da companhia, o NXT UK. Estabelecido em 18 de junho de 2018, a equipe inaugural campeã foi James Drake e Zack Gibson. Em 4 de setembro de 2022, no Worlds Collide, o título foi unificado ao Campeonato de Duplas do NXT, aposentando oficialmente o título, com a equipe de Brooks Jensen e Josh Briggs reconhecida como os últimos campeões.

## História
O título foi anunciado com o NXT UK Women's Championship em 18 de junho de 2018 como parte da divisão NXT UK. Nas gravações do NXT UK de 14 de outubro de 2018 em Plymouth, Triple H e Johnny Saint revelaram os cinturões. Um torneio pelo título aconteceu em 24 e 25 de novembro de 2018, nas gravações do NXT UK (exibidos em 2 e 9 de janeiro de 2019), com a final acontecendo no NXT UK TakeOver: Blackpool em 12 de janeiro de 2019, com James Drake e Zack Gibson derrotando Moustache Mountain (Trent Seven e Tyler Bate) para tornarem-se os campeões inaugurais.

### Torneio inaugural
|  | Semifinais gravações do NXT UK (24 e 25 de novembro; exibido em 2 e 9 de janeiro) | Semifinais gravações do NXT UK (24 e 25 de novembro; exibido em 2 e 9 de janeiro) | Semifinais gravações do NXT UK (24 e 25 de novembro; exibido em 2 e 9 de janeiro) |                           |                    | Final NXT UK TakeOver: Blackpool (12 de janeiro) | Final NXT UK TakeOver: Blackpool (12 de janeiro) | Final NXT UK TakeOver: Blackpool (12 de janeiro) |  |
|  |                                                                                   |                                                                                   |                                                                                   |                           |                    |                                                  |                                                  |                                                  |  |
|  | Moustache Mountain (Trent Seven e Tyler Bate)                                     | Moustache Mountain (Trent Seven e Tyler Bate)                                     | Pin                                                                               |                           |                    |                                                  |                                                  |                                                  |  |
|  | Moustache Mountain (Trent Seven e Tyler Bate)                                     | Moustache Mountain (Trent Seven e Tyler Bate)                                     | Pin                                                                               |                           |                    |                                                  |                                                  |                                                  |  |
|  | Gallus (Mark Coffey e Wolfgang)                                                   | Gallus (Mark Coffey e Wolfgang)                                                   | 14:39                                                                             |                           |                    |                                                  |                                                  |                                                  |  |
|  | Gallus (Mark Coffey e Wolfgang)                                                   | Gallus (Mark Coffey e Wolfgang)                                                   | 14:39                                                                             |                           | Moustache Mountain | Moustache Mountain                               | 23:45                                            |                                                  |  |
|  |                                                                                   |                                                                                   |                                                                                   |                           | Moustache Mountain | Moustache Mountain                               | 23:45                                            |                                                  |  |
|  |                                                                                   |                                                                                   | James Drake e Zack Gibson                                                         | James Drake e Zack Gibson | Pin                |                                                  |                                                  |                                                  |  |
|  | James Drake e Zack Gibson                                                         | James Drake e Zack Gibson                                                         | James Drake e Zack Gibson                                                         | James Drake e Zack Gibson | Pin                | Pin                                              |                                                  |                                                  |  |
|  | James Drake e Zack Gibson                                                         | James Drake e Zack Gibson                                                         |                                                                                   |                           |                    |                                                  |                                                  |                                                  |  |
|  | Flash Morgan Webster e Mark Andrews                                               | Flash Morgan Webster e Mark Andrews                                               | 9:19                                                                              |                           |                    |                                                  |                                                  |                                                  |  |

## Reinados
| Nº          | Ordem de reinados na história                    |
| Reinado     | O número de reinados de cada equipe/lutador      |
| Localização | A cidade em que o título foi conquistado         |
| Evento      | O evento em que o título foi conquistado.        |
| —           | Usados para o tempo em que o título estava vago. |

| # | Lutador                                       | Reinado | Data                                      | Dias com o título | Dias contados pelas WWE | Local                  | Evento                     | Notas | Ref.   |
| - | --------------------------------------------- | ------- | ----------------------------------------- | ----------------- | ----------------------- | ---------------------- | -------------------------- | --- | ------ |
| 1 | James Drake e Zack Gibson                     | 1       | 12 de janeiro de 2019                     | 231               | 230                     | Blackpool, Inglaterra  | NXT UK TakeOver: Blackpool | Derrotaram Moustache Mountain (Tyler Bate e Trent Seven) na final de um torneio para coroar os primeiros campeões. | [ 4 ]  |
| 2 | Mark Andrews e Flash Morgan Webster           | 1       | 31 de agosto de 2019                      | 34                | 47                      | Cardiff, País de Gales | NXT UK TakeOver: Cardiff   | Foi uma luta triple threat que também envolveu Gallus (Mark Coffey e Wolfgang). A WWE reconhece que este reinado terminou em 17 de outubro de 2019, quando a luta foi ao ar. | [ 5 ]  |
| 3 | Gallus (Mark Coffey e Wolfgang)               | 1       | 4 de outubro de 2019                      | N/A               | 497                     | Brentwood, Inglaterra  | NXT UK                     | A WWE reconhece este reinado como começando em 17 de outubro de 2019 e terminando em 25 de fevereiro de 2021, quando ambos os episódios foram ao ar. A data real em que eles perderam o título é desconhecida. | [ 6 ]  |
| 4 | Pretty Deadly (Lewis Howley e Sam Stoker)     | 1       | 25 de fevereiro de 2021(Data de exibição) | N/A               | 287                     | Londres, Inglaterra    | NXT UK                     | A WWE reconhece este reinado como começando em 25 de fevereiro de 2021, quando a luta foi ao ar. A data real em que eles venceram o título é desconhecida. | [ 7 ]  |
| 5 | Moustache Mountain (Trent Seven e Tyler Bate) | 1       | 9 de dezembro de 2021(Data de exibição)   | N/A               | 174                     | Londres, Inglaterra    | NXT UK                     | A WWE reconhece este reinado como começando em 9 de dezembro de 2021, quando a luta foi ao ar. A data real em que eles venceram o título é desconhecida. | [ 8 ]  |
| 6 | Ashton Smith e Oliver Carter                  | 1       | 21 de abril de 2022                       | 62                | 20                      | Londres, Inglaterra    | NXT UK                     | Essa foi uma luta triple threat de duplas, envolvendo também Die Familie (Teoman e Rohan Raja). A WWE reconhece esse reinado como começando em 2 de junho de 2022 e terminando em 23 de junho de 2022, quando os episódios foram exibidos com atraso na gravação. | [ 9 ]  |
| — | Vago                                          | —       | 22 de junho de 2022                       | —                 | —                       | Londres, Inglaterra    | NXT UK                     | O título ficou vago após Ashton Smith sofrer uma lesão no joelho. A luta foi exibida com atraso em 23 de junho de 2022. | [ 10 ] |
| 7 | Brooks Jensen e Josh Briggs                   | 1       | 22 de junho de 2022                       | 74                | 73                      | Londres, Inglaterra    | NXT UK                     | Essa foi uma luta de eliminação fatal four-way de duplas, envolvendo também Die Familie (Teoman e Rohan Raja), Dave Mastiff e Jack Starz, e Mark Andrews e Wild Boar, pelo título vago. A WWE reconhece esse reinado como começando em 23 de junho de 2022, quando o episódio foi exibido com atraso. | [ 11 ] |
| — | Unificado                                     | —       | 4 de setembro de 2022                     | —                 | —                       | Orlando, Flórida       | Worlds Collide             | Pretty Deadly (Elton Prince e Kit Wilson) derrotou campeões de duplas do NXT The Creed Brothers (Brutus Creed e Julius Creed), Gallus (Mark Coffey e Wolfgang) e os campeões de duplas do NXT UK Brooks Jensen e Josh Briggs em uma luta de eliminação fatal four-way de duplas para unificar o Campeonato de Duplas do NXT UK com o Campeonato de Duplas do NXT. O Campeonato de Duplas do NXT UK foi aposentado com Jensen e Briggs sendo reconhecidos como os últimos campeões. Pretty Deadly continuou seu reinado como o campeões unificados de duplas do NXT. | [ 12 ] |